# Dennis Mika
Dennis Mika (* 24. Mai 1981) ist ein ehemaliger deutscher Footballspieler.

## Laufbahn
Mika spielte von 2001 bis 2013 (mit Ausnahme der Saison 2002) für die Braunschweig Lions. Zu seinen mit den Niedersachsen gewonnenen Titeln gehören: Deutscher Meister 2005, 2006, 2007, 2008 und 2013; Eurobowl-Sieger 2003. In den Jahren 2001, 2003, und 2004 stand Mika mit Braunschweig ebenfalls im Endspiel um die deutsche Meisterschaft, verlor mit der Mannschaft aber jeweils. Der 1,86 Meter messende Mika wurde als Tight End, Long Snapper sowie Fullback eingesetzt.